# أجاثا طوال الوقت (مسلسل قصير)
أجاثا طوال الوقت (بالإنجليزية: Agatha All Along) هو مسلسل تلفزيوني أمريكي قصير من إنتاج استوديوهات مارفل، وتأليف جاك شايفر، عُرض حصريًا على منصة ديزني+. يستند المسلسل إلى شخصية أغاثا هاركنس من قصص مارفل المصورة، ويُعدّ مسلسلًا فرعيًا من المسلسل القصير واندافيجن (2021)، وهو العمل التلفزيوني الحادي عشر ضمن عالم مارفل السينمائي (MCU)، والأول الذي يُطرح رسميًا تحت علامة "تلفزيون مارفل" الجديدة. يحافظ المسلسل على استمرارية الأحداث ضمن العالم السينمائي لمارفل، ويأتي في إطار المرحلة الخامسة من هذا العالم الممتد.
عادت كاثرين هان لتُجسّد شخصية أغاثا هاركنس، وشاركها البطولة كلّ من جو لوك، ديبرا جو راب، أوبري بلازا، ساشير زاماتا، آلي آن، أوكوي أوكبوكواسيلي، باتي لوبون، إيفان بيترز، ماريا ديزيا، بول أدلستين، ومايلز غوتيرز رايلي. بدأ تطوير العمل في أكتوبر 2021 مع عودة شايفر وهان، وأُعلن رسميًا عن المشروع في نوفمبر من العام نفسه. تولت شايفر الإشراف على الإنتاج وعملت كمخرجة رئيسية إلى جانب راشيل جولدبرغ وغاندغا مونتيرو، فيما جرى التصوير من يناير حتى مايو 2023 في استوديوهات تريليث بولاية جورجيا، بالإضافة إلى لقطات في لوس أنجلوس.
عاد عدد من طاقم العمل الأصلي من واندافيجن، بما في ذلك الفريق الموسيقي، كما تميزت الحملة الترويجية للمسلسل بإعلان عناوين وهمية متعدّدة، قبل الكشف عن العنوان الرسمي "Agatha All Along" (طوال الوقت) في مايو 2024، وهو إشارة مباشرة إلى الأغنية الشهيرة التي حملت الاسم نفسه في مسلسل واندافيجن.
عُرض المسلسل لأول مرة في 18 سبتمبر 2024، واختتم في 30 أكتوبر، مؤلفًا من تسع حلقات. نال العمل استحسان النقاد، الذين أشادوا بأداء كاثرين هان، جو لوك، باتي لوبون وأوبري بلازا، كما أثنوا على الحبكة المتقلبة، تطور الشخصيات، ومعالجة الموضوعات المرتبطة بالهوية والمثلية. وقد حصلت كاثرين هان على ترشيح لجائزة غولدن غلوب عن دورها في العمل.

## تمهيد
بعد مرور ثلاث سنوات على احتجازها تحت تأثير تعويذة سحرية فرضتها واندا ماكسيموف في بلدة ويستفيو بولاية نيو جيرسي، تتمكن الساحرة أغاثا هاركنس من الفرار بمساعدة مراهق غامض، يتوق لاجتياز ما يُعرف باسم تجارب طريق الساحرات الأسطوري وهي طقوس خفية تختبر قوة ومكانة الساحرات ضمن المجتمع السحري.
بعد فقدانها لقواها السحرية نتيجة اللعنة السابقة، تجد أغاثا نفسها في موقف ضعيف للمرة الأولى منذ قرون. وللتغلب على ذلك، تتعاون مع المراهق وتشكل جماعة جديدة تضم ساحرات خارقات، بهدف خوض التجارب واستعادة مكانتها. لكن الطريق ليس سهلاً، إذ تواجه الجماعة تهديدات متعددة من خصوم أغاثا القدامى، ممن يرون في عودتها تهديدًا مباشراً لتوازن القوى في عالم السحر. وبين التحالفات المشكوك فيها والتحديات الغامضة، تخوض أغاثا معركتها الأهم: استعادة ذاتها، وقوتها، وربما مصيرها.

## الممثلين والشخصيات
- كاثرين هان بدور أجاثا هاركنس: ساحرة وقعت تحت تأثير سحر واندا ماكسيموف، بدور "أغنيس أوكونور" في الحلقة الأخيرة من مسلسل واندا فيجن (2021). تُشكل أجاثا جماعة جديدة من الساحرات بعد هروبها من التعويذة وكونها بلا قوة.
- جو لوك بدور بيلي ماكسيموف وويليام كابلان: "شخص مألوف" يتمتع بحس فكاهة ويعمل كمساعد لجماعة أجاثا. يُشار إليه باسم "المراهق" من قِبل الشخصيات الأخرى، الذين لا يستطيعون إدراك اسمه أو أي معلومات تعريفية عنه بسبب الـ"جلامور" - وهو تعويذة - وُضعت عليه. تم الكشف عن أن الشخصية هي ويليام كابلان، وهو مراهق يهودي يموت في حادث سيارة ويسكن جسده روح ابن واندا وفيجن، بيلي ماكسيموف، بعد وقت قصير من "وفاته" في نهاية مسلسل واندا فيجن.
- ديبرا جو روب بدور شارون ديفيس: مقيمة في ويستفيو، نيو جيرسي، تجندها أغاثا في مجموعتها السحرية، لتحل محل "الساحرة الخضراء" المطلوبة. ولإحباطها الشديد، لا يزال يُشار إليها باسم "السيدة هارت"، الشخصية التي أُجبرت على تجسيدها في مسلسل واندا فيجن الكوميدي.
- أوبري بلازا بدور الموت / ريو فيدال: الساحرة الخضراء الأصلية وحبيبة أغاثا السابقة، والتي كُشف لاحقًا أنها تجسيد للموت.
- ساشير زاماتا بدور جينيفر "جين" كالي: ساحرة مقيدة وعضوة في مجموعة أغاثا السحرية، وهي خبيرة في الجرعات السحرية.
- ألي آن بدور أليس وو-جاليفر: عضوة في مجموعة أغاثا السحرية، وضابطة شرطة سابقة، وهي ساحرة حماية. أُصيبت عائلة أليس بلعنةٍ جيليةٍ تُسبب لهم مطاردةً من شيطان.
- أوكوي أوكبوكواسيلي بدور فيرتيغو: عضوٌ في مجموعة السبعة من سالم.
- باتي لوبون بدور ليليا كالديرو: ساحرةٌ صقليةٌ تبلغ من العمر 450 عامًا، وعضوٌ في جماعة أغاثا، تعيش الزمن بطريقةٍ غير خطية، لها مهارات في الكهانة. تُجسّد كلوي كامب دور ليليا الشابة.
- إيفان بيترز بدور رالف بونر: أحد سكان ويست فيو السابقين، والذي كان محاصرًا سابقًا في مسلسل واندا فيجن الخيالي، حيث سيطرت عليه أغاثا ليُظهر نفسه كأخ واندا التوأم، بيترو ماكسيموف.
- ماريا ديزيا بدور ريبيكا كابلان: والدة ويليام.
- بول أدلستاين بدور جيف كابلان: والد ويليام.
- مايلز غوتيريز-رايلي بدور إيدي: صديق ويليام المُساند.
- يستعيد الممثلون أدوارهم من واندافيجن كسكان ويستفيو الذين يلعبون شخصيات داخل واقع أجاثا أغنيس من ويستفيو وهم: إيما كولفيلد بدور سارة بروكتور / "دوتي جونز"، وديفيد بايتون بدور جون كولينز / "هيرب فيلتمان"، وديفيد لينجل بدور زوج سارة هارولد بروكتور / "فيل جونز"، وآصف علي بدور أبيلاش تاندون / "نورم جينتيلوتشي"، وأموس جليك بدور رجل توصيل البيتزا / "دينيس ويبر". كما أعادت كيت فوربس تمثيل دورها من مسلسل واندافيجن بدور والدة أجاثا إيفانورا هاركنيس .
- الأعضاء الستة المتبقون من مجموعة السبعة من سالم هم: مارينا مازيبا بدور "الأفعى"، وبيثاني كاري بدور "الغراب"، وأثينا بيرامبل بدور "الثعلب"، وبريتا جرانت بدور "الجرذ"، وأليشيا فيلا بيلي بدور "البومة"، وتشاو ناوموفا بدور "القيوط". تشمل قائمة ضيوف الشرف الإضافية: إليزابيث أنويس بدور والدة أليس لورنا وو؛ [4] لورا بوكاليتي بدور معلمة ليليا؛ [5] سكوت بتلر بدور الطبيب المرتبط بماضي جين؛ جاد كوون بدور الشيطان من لعنة وو؛ [6] وأبيل ليسينكو بدور نيكولاس سكرانتش ، ابن أجاثا. [7] تظهر هانا لوثر، وتيترا لويد وايت، وهنرييت زوتومو، وهولي بوني، وكيم باس في دور الساحرات اللاتي وقعن في فخ أجاثا ونيكولاس خلال خمسينيات القرن الثامن عشر. [6]

## الحلقات
| ر. الإجمالي | العنوان                                        | المخرج          | الكاتب                   | تاريخ العرض الأصلي |
| --- | ---------------------------------------------- | --------------- | ------------------------ | ------------------ |
| 1 | «"أنت تبحث عن الطريق"»                         | جاك شايفر       | جاك شايفر                | 18 سبتمبر 2024     |
| بعد ثلاث سنوات من هزيمتها على يد واندا ماكسيموف، لا تزال الساحرة أغاثا هاركنس أسيرة تعويذة واندا في ويستفيو، نيو جيرسي. تعتقد أنها محققة الشرطة أغنيس أوكونور في مسلسل جريمة نوار بعنوان "أغنيس من ويستفيو"، حيث تُركز على قضية قتل جين دو. في إحدى الليالي، اقتحم مراهق منزل أغنيس باحثًا عن "الطريق". تعتقد أغنيس أنه مرتبط بقضية القتل وتعتقله. تأتي ريو فيدال، عميلة مكتب التحقيقات الفيدرالي، إلى أغنيس وتساعدها على تذكر هويتها الحقيقية. بعد استيقاظها من التعويذة، تُدرك أغاثا أن قواها قد زالت وأن ريو، الساحرة التي تربطها بها علاقة سابقة، موجودة لقتلها. تُقنع أغاثا ريو بالحفاظ عليها حتى تستعيد قواها، لكن ريو تُحذر أغاثا من أن سيفن سالم سيلاحقونها قريبًا. بعد مغادرة ريو، لا تعرف أغاثا ماذا تفعل بشأن "المراهق"، الذي قيدته تحت تأثير تعويذة واندا. |                                                |                 |                          |                    |
| 2 | «دائرة مخيطة بالقدر / افتحي بوابتك الخفية»     | جاك شايفر       | لورا دوني                | 18 سبتمبر 2024     |
| يكشف المراهق أنه حرر أغاثا من التعويذة ويرغب في السفر عبر طريق الساحرات، الذي يكافئ أي ساحرة تنجو من محنته بما ترغب فيه بشدة - في حالة أغاثا، استعادة قواها. تدرك أغاثا أيضًا أن السحر يمنعها من معرفة أي معلومات شخصية عن المراهق، بما في ذلك اسمه. ولأنهما بحاجة إلى جماعة سحرية لفتح بوابة إلى الطريق، لجأ الثنائي إلى الساحرات ليليا كالديرو، وجينيفر "جين" كالي، وأليس وو-جاليفر، وجميعهن يرغبن في السفر عبر الطريق أيضًا. ولأن أغاثا بحاجة إلى "ساحرة خضراء" لكنها لا ترغب في تجنيد ريو، لجأت إلى شارون ديفيس، وهي بستانية موهوبة لكنها غير سحرية، من سكان ويستفيو. تؤدي الساحرات الأربع وشارون طقوس فتح بوابة الطريق، ويعبرن هن والمراهق عبره، وينجون بأعجوبة من مجموعة سالم السبعة. ثم تخلع المجموعة أحذيتها وتنطلق في طريق الساحرات. |                                                |                 |                          |                    |
| 3 | «عبر أميال كثيرة / من الخدع والتجارب»          | رايتشل جولدبيرغ | كاميرون سكويرز           | 25 سبتمبر 2024     |
| تشرح أجاثا أنه للوصول إلى نهاية الطريق، سيواجه السحرة تجارب تركز على فروع مختلفة من السحر. كما يدركون أن ختم المراهق يمنع أي ساحرة من معرفة هويته. في التجربة الأولى، يجد السحرة منزلًا ساحليًا به زجاجة نبيذ يشربها الجميع باستثناء المراهق. تحذر جين المراهق سرًا من عدم الثقة بأجاثا، التي قيل إنها استبدلت طفلها بالداركهولد. يبدأ المؤقت في العد التنازلي، وتدرك جين أن النبيذ مسموم بينما تفقد شارون وعيها. بينما يجمعون المكونات لإنشاء ترياق، تهلوس الساحرات: ترى ليليا نفسها الأصغر سناً ومعلمتها من عصر النهضة، تهلوس جين بطبيب يجبرها على البقاء تحت الماء، ترى أليس والدتها لورنا وو على وشك الموت منتحرة، وترى أجاثا مهدًا يحتوي على الداركهولد. وبينما يجهزون الترياق، ينتقل المنزل تحت الماء، مما يهدد بإغراق السحرة. مع بقاء بضع ثوانٍ، انتهوا من الترياق وشربوه وأطعموه لشارون. يتدفق الماء، ولكن يظهر نفق في الفرن ويهرب السحرة من خلاله عائدين إلى الطريق. أثناء تعافيهم، يكتشف المراهق أن شارون قد ماتت. |                                                |                 |                          |                    |
| 4 | «"إذا لم أستطع الوصول إليك / دع أغنيتي تعلمك"» | رايتشل جولدبرغ  | جيوفانا ساركويس          | 2 أكتوبر 2024      |
| بعد دفن شارون، يضطر السحرة إلى استدعاء ساحرة خضراء بديلة. يتم استدعاء ريو بواسطة تعويذتهم، مما أثار انزعاج أجاثا. يواجه السحرة منزلًا بجماليات السبعينيات مما أثار مشاعر حزن متجددة على أليس حيث اتضح أنه استوديو تسجيل مرتبط بلورنا. يقوم المراهق عن طريق الخطأ بتشغيل اسطوانة عكسية، ويستدعي الشيطان الذي هو مصدر اللعنة في عائلة أليس. لمحاربته، تشغل المجموعة نسخة لورنا من القصيدة الغنائية، والتي تبين أنها تعويذة حماية، وتتمكن أليس من قتل الشيطان. بينما يغادر السحرة المنزل، يلاحظون أن المراهق قد أصيب بجروح بالغة أثناء التجربة. بالعودة إلى الطريق، تشفي جين جرحه، وتنقذ حياته. لاحقًا، تترابط ليليا وأليس وجين بينما تلمح ريو إلى قصتها مع أجاثا. يسأل المراهق أجاثا عما حدث لابنها، لكنها لا تجيب. لاحقًا، بينما تحاول أجاثا تقبيل ريو، تخبر أجاثا أن المراهق ليس ابنها. |                                                |                 |                          |                    |
| 5 | «"أحلك ساعة / أيقظ قوتك"»                      | رايتشل جولدبرغ  | لورا مونتي               | 9 أكتوبر 2024      |
| يصل السبعة سالم إلى الطريق ويطاردون السحرة، الذين يتهربون منهم باستخدام أعواد مكانس طائرة مؤقتة. بعد أن يسحبهم الطريق إلى أسفل، يدخلون التجربة التالية، والتي تتخذ شكل كوخ بجماليات الثمانينيات. تستخدم المجموعة لوحة ويجا وتتواصل مع والدة أجاثا إيفانورا، التي قتلتها أجاثا عام 1693 مع سحرها السابق. تحذر إيفانورا السحرة من ترك أجاثا وراءها، فتستحوذ عليها وتهاجم المجموعة. تستخدم أليس قواها لطرد إيفانورا من أجاثا، والتي تشرع في امتصاص سحر أليس. لاحظ المراهق وجود روح أخرى، فأوقف أغاثا مناديًا باسمها: نيكولاس سكراتش، ابن أغاثا، ولكن ليس قبل وفاة أليس. أصرت أغاثا على أن الأمر كان عرضيًا، لكن المراهق هاجمها بعنف. عندما أكدت ليليا وجين أن أهدافهما هي نفسها أهداف أغاثا، غضب المراهق. وأجبر ليليا وجين، بطريقة سحرية، على رمي أغاثا في فخ طيني، ثم رماهما هما أيضًا. وبينما تغرق الساحرتان، ظهر على رأس المراهق تاج يشبه تاج الساحرة القرمزية.                                                           |                                                |                 |                          |                    |
| 6 | «"مألوف بجانبك"»                               | غانجا مونتيرو   | جاسون روستوفسكي          | 16 أكتوبر 2024     |
| في مشاهد استرجاعية، يحتفل ويليام كابلان، وهو مراهق من إيستفيو، بحفل بلوغه، حيث يلتقي بليليا. تقرأ ليليا على كفه شيئًا لم تكشفه، فتُلقي بختم على ويليام لحمايته، فتنسى هويته على الفور. ينتهي الحفل عندما يبدأ السحر، الذي صنعته واندا بالقرب منها، بالانهيار. أثناء مروره بشارع ويستفيو، يموت ويليام في حادث سيارة، ولكن في تلك اللحظة، تدخل روح بيلي ماكسيموف جسد ويليام. يُكافح "ويليام" للتأقلم بعد الحادث بسبب قدرته الجديدة على قراءة الأفكار، وعدم تذكره لحياته السابقة. بعد ثلاث سنوات، يلتقي ويليام وصديقه إيدي برالف بونر، الذي كانت أغاثا تسيطر عليه داخل السحر. يُخبرهما بما حدث هناك، وعن توأمي واندا وفيجن، بيلي وتومي، مما يُدرك ويليام أنه بيلي بالفعل. مصممًا على استخدام طريق الساحرات للعثور على تومي، يذهب بيلي إلى أجاثا ويكسر تعويذة واندا. في الوقت الحاضر، تهرب أجاثا من الوحل، وتدرك أن الرمز قد دُمر، وتستنتج هدف بيلي وتخبره أنه يجب عليهما الاستمرار معًا لأنه لا يستطيع التحكم في قوته.            |                                                |                 |                          |                    |
| 7 | «"يد الموت في يدي"»                            | جاك شايفر       | جيا كينج وكاميرون سكويرز | 23 أكتوبر 2024     |
| تستمر أجاثا وبيلي في الطريق قبل أن يصادفا قلعة. عندما يدخلان، تظهر عليهما أزياء الساحرات من الثقافة الشعبية ويتم تقديم بطاقات التارو لهما. إذا لم يضعا البطاقات المناسبة بالتسلسل الصحيح، تسقط السيوف المعلقة من السقف. تكشف ذكريات من درس ليليا الأول في العرافة أنها كانت تعيش حياتها خارج النظام، مما يفسر فقدان ذاكرتها وقدراتها الاستباقية. بعد سقوطها في الوحل، تكتشف ليليا أن ريو هو تجسيد الموت. توقظ جين، وبعد الهروب من السالم السبعة، يسافرون عبر الأنفاق، ويلتقون بأجاثا وبيلي. لعلمها أن التجربةة من نصيبها، رتبت ليليا البطاقات في ترتيبها الصحيح، وأنقذتهم جميعًا. دفعت ليليا الجميع إلى الفرار عبر المخرج، فاختارت البقاء بينما يقترب السالمالسبعة. قلبت إحدى البطاقات، مما تسبب في قلب الغرفة بأكملها وطعن السبعة ونفسها بالسيوف. في المشهد الأخير، تحضر ليليا الشابة درسها الأول مع العرافة بسعادة. (يُروى الحدث خارج التسلسل لتصوير إدراك ليليا غير الخطي للوقت.)                                     |                                                |                 |                          |                    |
| 8 | «"اتبعني يا صديقي / إلى المجد في النهاية"»     | غانجا مونتيرو   | بيتر كاميرون             | 30 أكتوبر 2024     |
| بعد إرشاد روح أليس إلى الحياة الآخرة، تلتقي ريو بأجاثا وتوافق على تركها وشأنها مقابل بيلي، الذي عطل التوازن الكوني بحصوله على حياة ثانية. ينضم بيلي وجين إلى أجاثا في نهاية الطريق ويكتشفان أنها دائرة. يرتدي بيلي حذاءه مرة أخرى، ويتم نقل الثلاثة إلى نسخة من قبو أجاثا. تعلم جين أن أجاثا هي من قيدت سحرها وتؤدي طقوس فك الارتباط، وتستعيد قدراتها وتختفي، بعد أن حصلت على ما تحتاجه من الطريق. تساعد أجاثا بيلي في تحديد موقع روح تومي ويضعها بيلي في جسد صبي يغرق، ثم يختفي هو نفسه. ثم تزرع أجاثا زهرة داخل شق في الأرضية، لتكمل التجربة. تهرب إلى فناء منزلها الخلفي، حيث تهاجمها ريو. يتدخل بيلي ويعطي أجاثا بعضًا من قوته، لكن ريو يأمرهما باختيار من يذهب معها. مترددة في البداية، تقبل أجاثا ريو وتموت. تغادر ريو ويعود بيلي إلى المنزل. عند دخوله غرفة نومه، يدرك أن العديد من الأشياء الموجودة فيها تتطابق مع جوانب الطريق ويسمع أجاثا تضحك.                                                               |                                                |                 |                          |                    |
| 9 | «"الأم العذراء العجوز"»                        | غانجا مونتيرو   | جاك شايفر ولورا دوني     | 30 أكتوبر 2024     |
| في عام 1750، أنجبت أجاثا نيكولاس. يبدو أن ريو (ديث) أخذت الطفل، ولكن بعد سماع توسلات أجاثا، منحت أجاثا وقتًا إضافيًا معه. تقضي أجاثا السنوات الست التالية في تربية ابنها بينما تقتل الساحرات، الأمر الذي يعارضه نيكولاس. معًا، يؤلفان أغنية للأطفال ستصبح في النهاية أغنية طريق الساحرات. في النهاية، يمرض نيكولاس وتأخذه ديث، مما يدمر أجاثا. مع عدم وجود أي شيء يعيقها، تقضي أجاثا قرونًا في قتل الساحرات وسرقة قواهن من خلال خداعهن بوعد الطريق. في الوقت الحاضر، تخبر أجاثا، التي أصبحت الآن شبحًا، بيلي أن الطريق لم يكن حقيقيًا حتى جعله حقيقيًا بسحره. يلوم بيلي نفسه على وفاة ليليا وأليس وشارون، لكن أجاثا ترد بأنها كانت تخطط بالفعل لقتلهم وأن جين لا تزال على قيد الحياة، لذلك أنقذ حياة. يعود بيلي إلى ويستفيو ويحاول نفي أجاثا، لكنها تقاوم، خائفة من مواجهة نيكولاس في الحياة الآخرة، لذلك يلين بيلي ويسمح لأجاثا بإرشاده. بعد إغلاق مدخل الطريق وتسجيل أسماء الساقطين، انطلق بيلي وأجاثا للبحث عن تومي.       |                                                |                 |                          |                    |

## الاستقبال

### عدد المشاهدات
أعلنت شركة ديزني أن مسلسل "أغاثا طوال الوقت" حقق 9.3 مليون مشاهدة عالميًا خلال أول سبعة أيام من البث. كما حصد المسلسل أكثر من 9.8 مليون مشاهد خلال أسبوع عرضه الأول. وأصبح المسلسل التلفزيوني رقم 1 على منصة ديزني+ خلال تلك الفترة. أفادت شركة تحليلات البث فليكس باترول، التي تراقب مخططات الفيديو حسب الطلب المحدثة يوميًا في جميع أنحاء العالم، أن المسلسل احتل المرتبة العاشرة في 56 دولة ومنطقة اعتبارًا من 2 أكتوبر. أشار براد ويندرباوم، رئيس البث في استوديوهات مارفل، إلى أنه حقق أعلى معدل احتفاظ بالجمهور من أي مسلسل مارفل حتى الآن. كان تفاعل المعجبين على وسائل التواصل الاجتماعي مرتفعًا بشكل ملحوظ أيضًا، مع حماس مماثل للموسم الثاني من لوكي.